# 1973 dans les chemins de fer
Chronologie des chemins de fer
1972 dans les chemins de fer - 1973 - 1974 dans les chemins de fer

## Technologie
- SNCF : décision d'introduire des hacheurs à thyristors pour l'alimentation des moteurs de traction (à courant continu et collecteurs). La BB 7003 assurera la mise au point de cette technologie qui sera déployée sur les BB 7200.
- Train Benelux (SNCB/NS) : passage du train d'automotrices au train avec locomotive et voiture-pilote.

## Évènements

### Septembre
- 30 septembre, Italie : mise en service du TEE Cycnus entre Milan et Vintimille.

### Octobre
- 1er octobre, France : ouverture de la gare de Nanterre - Préfecture sur le RER A.